# 9669 Symmetria
9669 Symmetria (1997 NC3) là một tiểu hành tinh nằm phía ngoài của vành đai chính được phát hiện ngày 8 tháng 7 năm 1997 bởi P. G. Comba ở Prescott.